# Bloqueo de Artsaj de 2022-2023
El bloqueo de la República de Artsaj fue un bloqueo que comenzó el 12 de diciembre de 2022, cuando los azerbaiyanos bloquearon la única carretera que conecta la República no reconocida de Artsaj con Armenia en el área de la intersección Shushi-Karin. Esta última zona se encuentra en el área de responsabilidad de la misión de mantenimiento de la paz del Ministerio de Defensa de la Federación Rusa. Azerbaiyán enumera a los bloqueadores como activistas ambientales.
El 12 de diciembre de 2022, bajo el disfraz de "protestas ambientales", Azerbaiyán lanzó un bloqueo ilegal de la República de Artsaj. El gobierno azerbaiyano envió ciudadanos que decían ser "eco-activistas" para bloquear el corredor de Lachín, un corredor humanitario que conecta Artsaj con Armenia y el mundo exterior. Funcionarios públicos, personal militar disfrazado, miembros de ONG progubernamentales y organizaciones juveniles se encontraban entre los llamados "activistas". Desde entonces, el gobierno de Azerbaiyán ha consolidado su bloqueo al apoderarse del territorio alrededor del corredor de Lachín tanto dentro de Artsaj como en Armenia, bloquear rutas de circunvalación alternativas e instalar un puesto de control militar.
El bloqueo ha llevado a una crisis humanitaria para la población en Artsaj; se han bloqueado las importaciones de bienes esenciales, así como los convoyes humanitarios de la Cruz Roja y las fuerzas de mantenimiento de la paz rusas, atrapando a los 120.000 residentes de la región. La escasez de bienes esenciales, incluidas las reservas de electricidad, combustible y agua, es generalizada y las reservas de emergencia están siendo racionadas, junto con el desempleo masivo y el cierre de escuelas y transporte público.
Azerbaiyán afirma que sus acciones están dirigidas a prevenir el transporte de armas y recursos naturales; Azerbaiyán también dice que su objetivo es la "integración" de Artsaj en Azerbaiyán, a pesar de la oposición de la población, y ha amenazado con una acción militar si el gobierno de Artsaj no se disuelve.

## Preludio
En diciembre de 2022, el gobierno de Azerbaiyán inauguró su programa "Gran Retorno", que aparentemente promueve el asentamiento de azerbaiyanos étnicos que alguna vez vivieron en Armenia y Nagorno-Karabaj.  Como parte de este programa, se construirá un gasoducto de gas natural entre Agdam y Stapanakert que comenzará a funcionar en 2025, que es también cuando termina el mandato de las fuerzas de paz rusas en Nagorno-Karabaj.
Azerbaiyán ha establecido paralelismos entre el corredor de Lachín y el "corredor de Zangezur", un concepto para un corredor extraterritorial a través de Armenia que, según Azerbaiyán, formaba parte del acuerdo de alto el fuego de 2020. Desde el final de la Segunda Guerra de Nagorno-Karabaj, Azerbaiyán ha promovido cada vez más reclamos irredentistas sobre el territorio armenio que describe como "Azerbaiyán Occidental" y ha ocupado secciones de Armenia propiamente dicha (distintas de Artsaj). Varios analistas consideran que estas acciones y el bloqueo, en sí mismo, son una estrategia de negociación coercitiva destinada a extorsionar a los armenios para que renuncien al control de Artsaj y concedan el corredor de Zangezur.
Hablando sobre la demanda de Azerbaiyán para el corredor Zangezur, un alto funcionario azerbaiyano informó a Eurasianet en noviembre de 2022: "¿Qué pasaría si instaláramos un puesto fronterizo en la entrada de Lachín y termináramos todo el proceso? ¿Cómo puedes respirar sin aire?"  Dos semanas antes de que comenzara el bloqueo en curso, el primer ministro de Armenia dijo en una reunión del gabinete: "El presidente de Azerbaiyán está tratando de crear motivos ficticios para cerrar el corredor de Lachin, rodear a los armenios de Nagorno-Karabaj y someterlos a genocidio y deportación con el pretexto de que Armenia no está cumpliendo con sus obligaciones".

## Cronología

### 2022

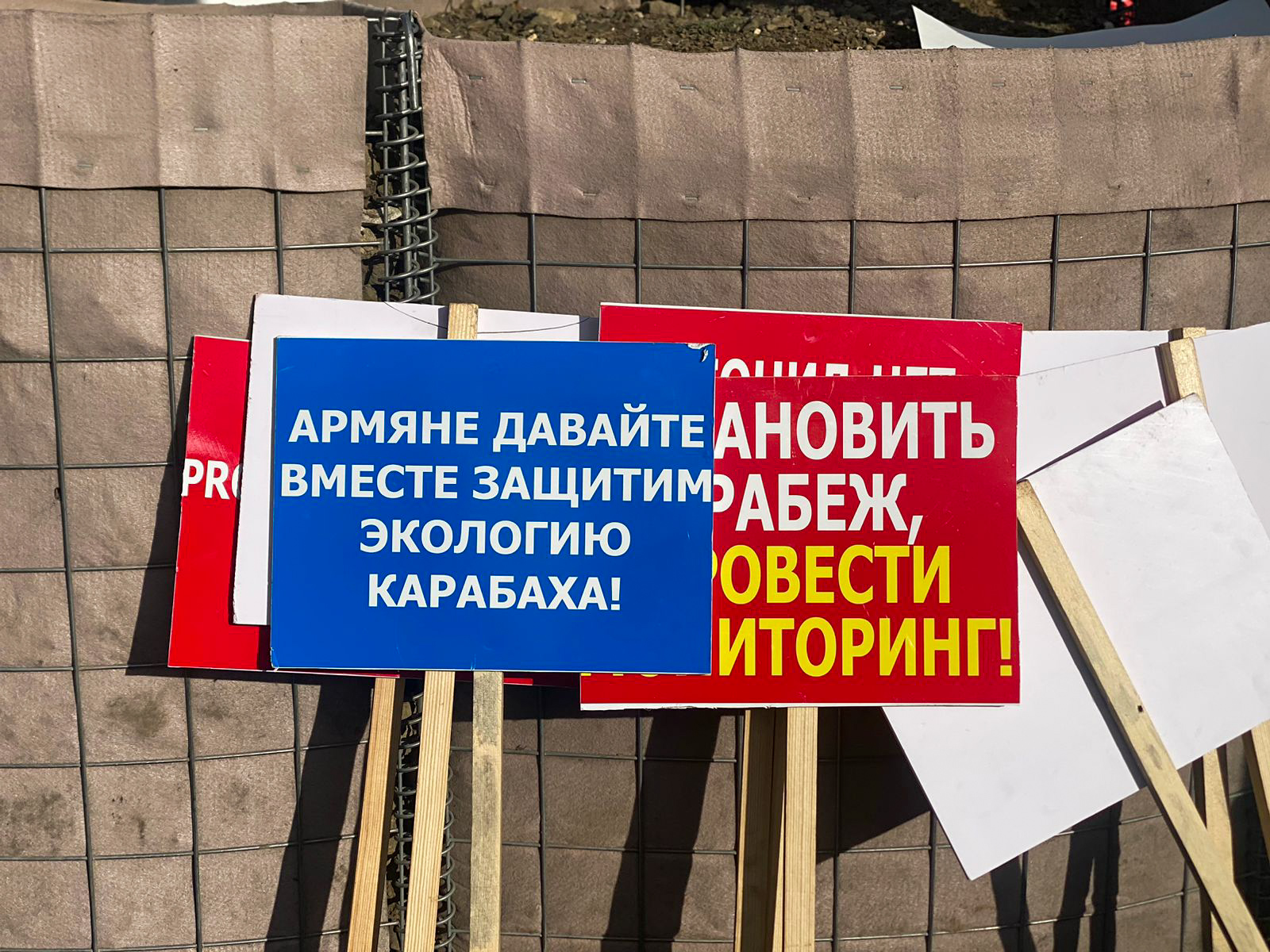
Carteles de protestas usados por manifestantes eco ambientales.

12 de diciembre: un grupo de azerbaiyanos autodenominados ecologistas bloquearon el corredor de Lachin. Según el grupo, protestan por la "explotación ilegal" de los yacimientos minerales en la región.  Los participantes colocaron tiendas de campaña en medio de la carretera. Según los medios de comunicación azerbaiyanos, los grupos ecologistas protestaron después de que se les negara el acceso a las minas de Drombon y Kashin y exigieron una reunión con el comandante de las fuerzas de paz rusas en ese momento, Andrei Volkov. Human Rights Watch informó que las fuerzas rusas de mantenimiento de la paz también bloquearon el camino para evitar una mayor escalada de la situación si los participantes avanzaban hacia las minas en Artsaj.
13-16 de diciembre - Azerbaiyán cortó el suministro de gas de Armenia a Artsaj. La agencia de suministro de gas azerbaiyana Azeriqaz negó su participación. En la noche del 13 de diciembre, los medios de comunicación azerbaiyanos informaron que las tropas internas del Ministerio del Interior de Azerbaiyán y la policía llegaron a la zona de las protestas para "garantizar la seguridad de los participantes en la acción".
14 de diciembre - Las autoridades azerbaiyanas afirmaron que eran las fuerzas rusas de mantenimiento de la paz las que estaban bloqueando el corredor.
16 de diciembre: los presuntos "ecoactivistas" agregaron a su lista de demandas "la restauración del control por parte de todas las estructuras estatales de Azerbaiyán, incluido el Ministerio del Interior, el Servicio Estatal de Fronteras y el Comité Estatal de Aduanas" a lo largo del corredor de Lachín. Una de las autodenominadas manifestantes azerbaiyanas, Dilara Efendiyeva, creó una línea telefónica directa para pedir ayuda para cruzar el bloqueo; sin embargo, esto ha sido descartado como ingenuino o propaganda por muchos armenios. El mismo día, 40.000-70.000 residentes de Artsaj se reunieron en la capital, Stepanakert, en protesta por el bloqueo, convirtiéndolo en una de las mayores protestas en Nagorno-Karabaj desde el movimiento de Karabaj de 1988.
26 de diciembre - El secretario del Consejo de Seguridad de Armenia, Armen Grigoryan, declaró que "Armenia se ve obligada a proporcionar un corredor extraterritorial refiriéndose al Corredor de Zangezur y unirse al Estado de la Unión", una opinión que Moscú negó más tarde.  Esta percepción fue repetida por otros políticos y analistas políticos armenios que afirmaron que Rusia estaba utilizando el bloqueo para obtener concesiones de Armenia.
27 de diciembre — Azerbaiyán especificó que el bloqueo se levantaría si se permitía la entrada de observadores estatales a los sitios mineros utilizados por Artsaj.
28 de diciembre — Las autoridades de Artsaj detuvieron las operaciones mineras en Kashen, en espera de un "examen ecológico internacional" para refutar las afirmaciones azerbaiyanas de daños ambientales. La mina Kashen, operada por Base Metals, es el mayor contribuyente corporativo y empleador privado de Artsaj.
29 de diciembre — el primer ministro armenio criticó a las fuerzas de mantenimiento de la paz rusas por no mantener el transporte abierto dentro y fuera de Artsaj y sugirió que el papel se delegara a una misión de mantenimiento de la paz de las Naciones Unidas.
31 de diciembre: los esfuerzos para que el Consejo de Seguridad de las Naciones Unidas emitiera una declaración conjunta sobre el bloqueo no tuvieron éxito. La razón exacta era desconocida y la responsabilidad se atribuyó de diversas maneras a Azerbaiyán, Francia y Rusia: sin embargo, el embajador de Azerbaiyán en Bélgica y la Unión Europea, Vaqif Sadiqov, acreditó a otras partes por no aprobar la resolución: "¡Palabras de gratitud para Albania, Rusia, Emiratos Árabes Unidos y Reino Unido! ¡Un gran trabajo de los diplomáticos de Arizona!", escribió en un tuit.

### 2023
5 de enero: el parlamento de Artsaj pidió a Estados Unidos, Francia y Rusia que tomen medidas para abrir el corredor o comenzar la operación de un puente aéreo al aeropuerto de Stepanakert para evitar una "crisis humanitaria urgente". El ministro de Estado de Artsaj, Ruben Vardanyan, dijo: "La presión de las organizaciones internacionales, los países europeos y los Estados Unidos tendría una gran importancia. La única solución que nos permitirá vivir normalmente en esta situación en los meses de invierno es la posibilidad de abrir un puente aéreo".
8 de enero: las autoridades de Artsaj anunciaron que los jardines prescolares y las escuelas con horario extendido se cerrarán indefinidamente a partir del 9 de enero debido a la escasez causada por el bloqueo.
9 de enero — Artsaj anunció que se emitirían cupones a las personas para comprar suministros escasos. El gobierno emitió un sistema de racionamiento para comenzar el 20 de enero de trigo sarraceno, arroz, azúcar, pasta y aceite de cocina.
10 de enero - el presidente de Azerbaiyán, Ilham Aliyev, en una conferencia de prensa hablando sobre el corredor de Lachin, declaró que: "Quien no quiera convertirse en nuestro ciudadano, el camino no está cerrado, está abierto. Pueden irse, pueden irse solos, nadie los obstaculizará".
10 de enero — el operador de electricidad de Artsaj informó que la línea eléctrica de alto voltaje que suministra electricidad a Artsaj desde Armenia fue dañada en la sección Aghavno-Berdzor del corredor bajo control azerbaiyano y que Azerbaiyán está obstaculizando los trabajos de restauración en la línea.  Además, el Primer ministro armenio anunció que los ejercicios militares planeados de la OTSC no se celebrarían en Armenia debido a la situación, mientras que Moscú minimizó la negativa de Armenia a acoger la alianza.
12 de enero: hubo cortes generalizados de Internet en Artsaj que duraron una hora y causaron temor entre los residentes locales.  En una conferencia en línea Stepanakert-Ereván, el entonces Ministro de Estado Vardanyan declaró: "Tenemos tres opciones: convertirnos en ciudadanos de Azerbaiyán, irnos o superar esta situación. Esta es la lucha por la vida, debemos hacer todo lo que esté a nuestro alcance".
17 de enero — El InfoCenter de Artsaj informó que el único gasoducto que entregaba gas a Artsaj desde Armenia fue interrumpido nuevamente.
18 de enero - El defensor del pueblo de Artsaj informó que los azerbaiyanos detuvieron un automóvil escoltado por las fuerzas de paz rusas que transportaba niños que regresaban a Stepanakert. Los azerbaiyanos irrumpieron en el automóvil mientras filmaban el incidente, causando una conmoción con uno de los niños desmayándose.
19 de enero: el Parlamento Europeo adoptó una resolución condenando el bloqueo, describiéndolo como una crisis humanitaria y una violación de la declaración de alto el fuego de 2020. También pidió a Azerbaiyán que "proteja los derechos de los armenios que viven en Nagorno-Karabaj y se abstenga de su retórica inflamatoria que llama a la discriminación contra los armenios e insta a los armenios a abandonar Nagorno-Karabaj". La resolución también "condena la inacción de las 'fuerzas de paz' rusas; considera que su sustitución por fuerzas internacionales de mantenimiento de la paz de la OSCE, en virtud de un mandato de las Naciones Unidas, debe negociarse urgentemente"
8 de febrero: el Ministerio de Asuntos Exteriores de Rusia rechazó las sugerencias de que se podrían traer fuerzas de mantenimiento de la paz de la UE o de la ONU.
18 de febrero: se celebró una mesa redonda al margen de la Conferencia de Seguridad de Múnich de 2023. El primer ministro de Armenia, Pashinyan, discutió las consecuencias humanitarias del bloqueo de Azerbaiyán. ]  La transmisión en vivo se interrumpió en varios canales oficiales de medios estatales azeríes justo después de que Pashinyan hablara sobre cómo las elecciones en Armenia después de la segunda guerra de Nagorno-Karabaj se llevaron a cabo en un entorno competitivo democrático y libre. 
22 de febrero - La Corte Internacional de Justicia ordenó que Azerbaiyán adoptara todas las medidas a su alcance para garantizar la circulación sin trabas de personas, vehículos y carga a lo largo del corredor de Lachin en ambas direcciones.
13 de marzo — El ex primer ministro de Dinamarca y Secretario General de la OTAN, Anders Fogh Rasmussen, visitó el corredor de Lachín y declaró que el gobierno azerbaiyano está respaldando el bloqueo con el pretexto de una protesta ambiental. Propuso el apoyo militar europeo y estadounidense a Armenia como una democracia emergente "para evitar otro conflicto significativo o incluso una limpieza étnica en nuestro patio trasero de Occidente".
25 de marzo - En violación del acuerdo de cesación del fuego, las fuerzas azerbaiyanas ocuparon nuevas posiciones en Nagorno-Karabaj y cerraron un camino de tierra alternativo que algunos armenios estaban utilizando para eludir el bloqueo en el corredor de Lachín. Azerbaiyán ignoró los llamamientos de las fuerzas de paz rusas para que las fuerzas azeríes regresaran a sus posiciones originales.
29 de marzo - Laurent Wauquiez, presidente del Consejo Regional de Auvernia-Ródano-Alpes de Francia, visitó el corredor de Lachin como parte de una delegación francesa en Armenia. Dijo que el bloqueo marca el regreso del panturquismo al siglo 21. Wauquiez dijo que tiene la intención de enviar un convoy humanitario que rompa el bloqueo a Nagorno-Karabaj, como una iniciativa conjunta de su región de Auvernia-Ródano-Alpes y la comunidad armenia de Francia.
30 de marzo - Las fuerzas azerbaiyanas se apoderaron de tierras en Armenia internacionalmente reconocida alrededor de la nueva sección sur de la carretera de Lachín que conduce desde las aldeas de Tegh y Kornidzor hacia Artsaj. ]  Las fuerzas azerbaiyanas también bloquearon las antiguas secciones del corredor de Lachín.
23 de abril — en violación del acuerdo de alto el fuego, las fuerzas azerbaiyanas instalaron un puesto de control militar en el corredor de Lachín, en el puente Hakari/Kornidzor junto a una base rusa de mantenimiento de la paz ,Las imágenes de video mostraron que las fuerzas de mantenimiento de la paz rusas no intervinieron mientras se estaba llevando a cabo la construcción del puesto de control militar azerbaiyano.
28 de abril: los presuntos "ecomanifestantes" suspendieron su acción, tras una reunión con Aydin Karimov, un representante especial del presidente azerbaiyano, quien les pidió que se dispersaran. Los medios estatales azerbaiyanos progubernamentales informaron que los activistas estaban "muy contentos con el establecimiento de un mecanismo de control fronterizo" por parte del gobierno azerbaiyano.
15 de junio - Las fuerzas azerbaiyanas cruzaron el puente Hakari e intentaron izar una bandera azerbaiyana, pero fueron repelidas por los guardias fronterizos armenios que abrieron fuego. Después del incidente, Azerbaiyán bloqueó todo paso por el corredor de Lachín, incluidos los convoyes humanitarios de la Cruz Roja y las fuerzas armadas rusas. Las imágenes de video mostraron a las fuerzas azerbaiyanas colocando bloques de carretera de concreto en el puente.
26 de julio - Azerbaiyán bloqueó un convoy de alimentos de emergencia de 19 camiones (400 toneladas) enviado a Artsaj y lo calificó de "provocación".
1 de agosto — Surgieron informes de que las fuerzas azerbaiyanas secuestraron a ciudadanos de Artsaj, y se confirmaron dos incidentes: Las fuerzas azerbaiyanas detuvieron a un paciente de Artsaj de 65 años que estaba siendo transportado por la Cruz Roja. ]  Azerbaiyán alegó que el hombre era culpable de "crímenes de guerra" y que anteriormente se había emitido una orden de registro internacional. El medio de comunicación independiente, Eurasianet, dijo que no podían encontrar ninguna evidencia para fundamentar la afirmación de Azerbaiyán.  Otro hombre de 55 años fue detenido en el puesto de control militar por cruzar "ilegalmente" a Armenia.

## Crisis humanitaria

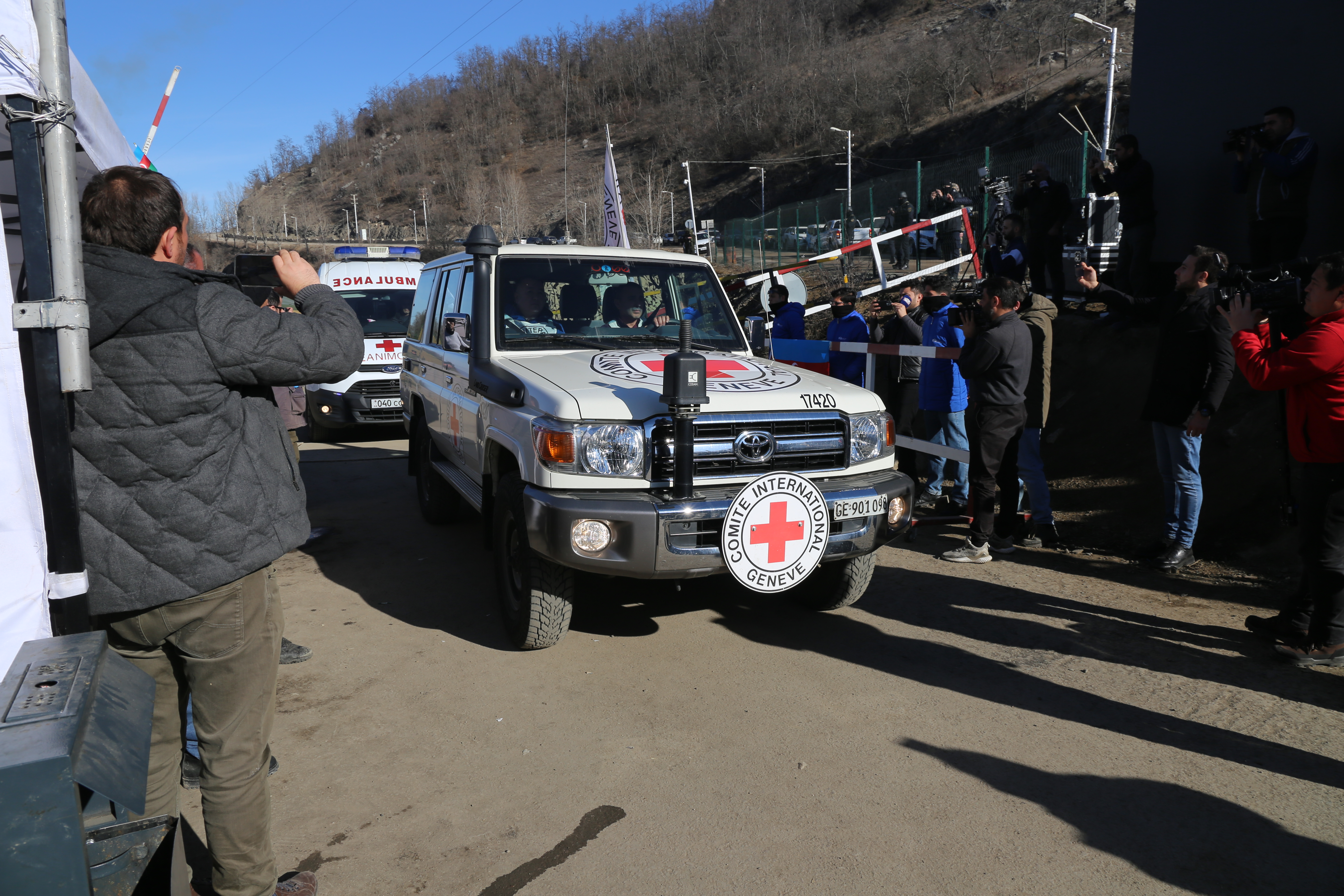
Vehículo de la Cruz roja que facilito el traslado de un paciente que necesita asistencia médica urgente a través de la carretera de Lachin a Armenia.

El Ministerio de Salud de Artsaj informó que, como resultado del bloqueo de la carretera que conecta Artsaj con Armenia por parte de Azerbaiyán, sigue siendo imposible el traslado de ciudadanos de Artsaj con graves problemas de salud a Ereván.
Según el defensor de los derechos humanos de Artsakh, debido al cierre de la carretera Artsakh-Armenia en la noche del 12 de diciembre de 1100 personas quedaron en las carreteras en condiciones frías de invierno, incluidos 270 niños.
La sede de información de Artsakh informa que, como resultado del bloqueo de la única carretera que conecta Artsakh con Armenia, las comunidades de Mets Shen, Hin Shen, Yeghtsahogh y Lisagor de la provincia de Shushi están rodeadas. Se ha vuelto imposible entregar alimentos, particularmente pan y harina, así como otras necesidades básicas a estas comunidades.
El 13 de diciembre, Azerbaiyán cortó el suministro de gas de Armenia a Artsaj. La Agencia de Abastecimiento de Gas de Azerbaiyán "Azeriqaz" negó cualquier tipo de participación en la interrupción del suministro de gas. El 16 de diciembre, los funcionarios de Artsaj informaron que se restableció el suministro de gas.
El 16 de diciembre, Azerbaiyán anunció que creó una línea directa para ayudar a la población armenia de Karabaj. El mismo día, convoyes de camiones del contingente ruso de mantenimiento de la paz con ayuda humanitaria pasaron por la parte bloqueada del corredor de Lachin. El 19 de diciembre, varios vehículos de la Cruz Roja Internacional pasaron por el corredor y el Ministerio de Relaciones Exteriores de Azerbaiyán emitió un comunicado afirmando que se atenderían las necesidades humanitarias.

### Falta de acceso a los suministros básicos

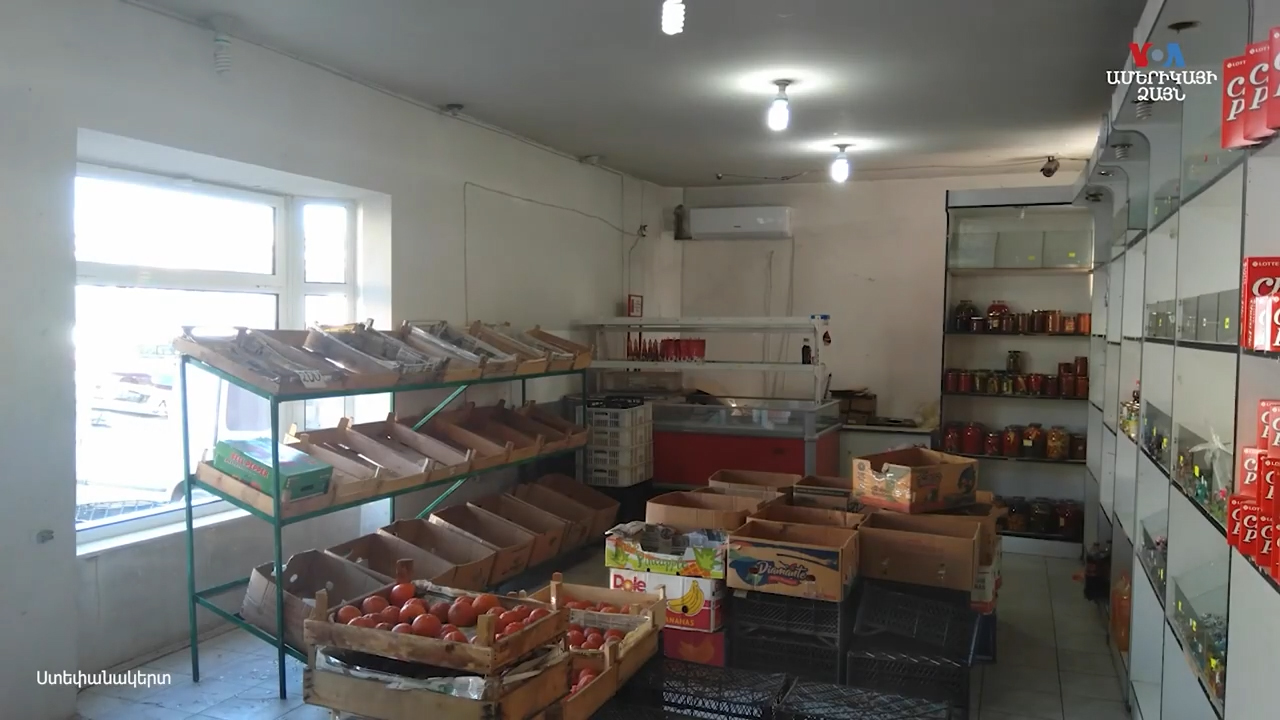
Tiendas vacías en Stepanakert durante el bloqueo

Al ser el único camino hacia el mundo exterior y hacia Armenia, los residentes de Artsaj dependen del corredor de Lachín para el suministro de alimentos, medicinas, combustible y otros bienes esenciales. Antes del bloqueo, la región recibía diariamente 400 toneladas de alimentos y medicinas de Armenia. Hay un desempleo masivo,  Casi una quinta parte de todas las empresas en Artsaj han suspendido sus operaciones debido al bloqueo. Los abortos espontáneos también se han triplicado debido a la desnutrición y el estrés.
Varias comunidades aisladas a lo largo del corredor al oeste del bloqueo de carreteras han quedado aisladas tanto de Armenia como del resto de Artsaj, dejándolas completamente aisladas:  Mets Shen, Hin Shen, Yeghtsahogh y Lisagor. Se han vuelto imposible entregar alimentos y otras necesidades básicas a estas comunidades, ya sea de Armenia o del resto de Artsaj.
El 20 de enero, las autoridades de Artsaj anunciaron un sistema de racionamiento de alimentos basado en cupones que asigna un kilogramo de pasta, trigo sarraceno, arroz y azúcar y un litro de aceite de cocina por mes. Para el 4 de julio de 2023, se anunció que las raciones de aceite y azúcar se proporcionarían solo a las familias con hijos menores de edad.
Un artículo de BBC News del 6 de enero afirmaba que el único producto que quedaba a la venta en el mercado principal era tomillo seco, que los estantes de las tiendas estaban vacíos en todo Stepanakert y que todos los medicamentos básicos se habían agotado, incluso en el hospital. El estrés, la mala nutrición y la falta de medicamentos han causado un aumento en los abortos espontáneos y los nacimientos prematuros.
El traslado de pacientes gravemente enfermos de Artsaj a Ereván sigue siendo casi imposible, con una muerte como resultado de la situación. Los hospitales de Artsaj informan que todas las cirugías no esenciales se han pospuesto.

### Suministros limitados transportados por la Cruz Roja y las fuerzas de mantenimiento de la paz rusas
Desde el 12 de diciembre de 2022, solo los vehículos pertenecientes al Comité Internacional de la Cruz Roja (CICR) y al personal ruso de mantenimiento de la paz pueden pasar por el corredor de Lachín. Han transportado a pacientes que necesitaban atención médica y han proporcionado suministros humanitarios limitados. Sin embargo, Azerbaiyán también ha bloqueado el paso del CICR y de las fuerzas rusas de mantenimiento de la paz en varias ocasiones y durante semanas.
El 15 de junio de 2023, Azerbaiyán bloqueó todo paso de alimentos, combustible y medicinas de la Cruz Roja y las fuerzas de mantenimiento de la paz rusas a través del corredor de Lachin. Diez días después, Azerbaiyán levantó la prohibición de los vehículos de la Cruz Roja, pero volvió a prohibir su paso el 11 de julio de 2023. El 25 de julio de 2023, el CICR pidió a "los responsables de la toma de decisiones pertinentes" que permitieran a la organización reanudar sus operaciones humanitarias.
Antes de que Azerbaiyán prohibiera el paso del CICR, la organización dijo que el puesto de control militar había empeorado su capacidad para llevar a cabo operaciones humanitarias, y que cada convoy del CICR requería la aprobación de Azerbaiyán antes de pasar.
La ayuda humanitaria prestada por el CICR y el personal ruso de mantenimiento de la paz es insuficiente para satisfacer la demanda.
La Cruz Roja ha distribuido alimentos, suministros médicos y artículos de higiene en todo el corredor, incluso a ocho hospitales, un centro de rehabilitación física que alberga a 300 ancianos indigentes y un centro de apoyo a niños de familias vulnerables. Desde diciembre de 2022, la Cruz Roja ha informado que ha evacuado a 600 pacientes, y ha trasladado a 422 personas a través del Corredor Lachín para reunir a familias separadas. La Cruz Roja también informó de la entrega de 3.500 paquetes de alimentos e higiene entre el 1 de enero y el 20 de marzo de 2023.
Entre el 22 de enero y el 15 de junio de 2023, las fuerzas rusas de mantenimiento de la paz entregaron carga humanitaria, incluidos paquetes de alimentos y combustible, a través del corredor de Lachín.  Como único proveedor de combustible a la región, la prohibición de Azerbaiyán del paso de las fuerzas de paz rusas ha creado una grave escasez de combustible y una prohibición de vender combustible. Los locales de Artsaj y los funcionarios del gobierno también informaron que las fuerzas de paz rusas se habían beneficiado de la situación al cobrar varios miles de dólares por vehículo de bienes esenciales.